# Средно училище „Никола Вапцаров“ (Пловдив)
Средно училище „Никола Вапцаров“ е средно училище в Пловдив. Намира се в квартал Гагарин.
На 9 юли 1969 година е открито 42 Основно училище в квартал „Гагарин Изток“. Негов първи директор е Минко Минков.
Година по-късно, с решение на Народното събрание, училището получава името на патрона си Никола Вапцаров. На първия патронен празник – 3 декември 1971 година, присъства сестрата на поета, Райна Вапцарова. С решение на ОНС през 1981 година, училището става ЕСПУ (единно средно политехническо училище). Първият випуск на ЕСПУ има двама медалисти – Гергана Панова (златен) и Румен Кумчев (сребърен). През учебната 1990/1991 година е реорганизирано в СОУ и в него се обучават ученици от 1 до 11 клас, понастоящем – от предучилищна до 12 клас. В училището учат ученици не само от Пловдив, но и от близките общини.
По авторски програми в училището се обучават ученици в паралелки „помощник-възпитател в детска градина“, „митническо комисионерство“, „юридическа паралелка“. В училището е разкрита единствената в страната паралелка "дилъри и брокери на ценни книжа и парични средства“ (код 3411 в Националната класификация на професиите (1996)) и професионално обучение „ювелири“.
В училището са учили Христо Стоичков, Валери Божинов, Васил Бакларов, Григор Паликаров и други.

## Разположение
На първия етаж е библиотеката, кинозалата, както и класни стаи на малките класове и физкултурният салон. На втория етаж са кабинети по информационни технологии, кабинет по музика, кабинет по английски, учителска стая, класни стаи на малките класове и др. На третия етаж са класните стаи на по-големите класове, кабинетите по физика, география и един общ за химия и биология. На четвъртия етаж е другият кабинет по английски и др.